# Стебницкий, Сергей Николаевич
Сергей Николаевич Стебницкий (19 февраля 1906 — 2 ноября 1941) — советский лингвист, этнограф-северовед, создатель корякской письменности, организатор первых корякских школ, автор первых книг для детей на корякском языке, погиб на фронте. Окончил филологический факультет Ленинградского университета. Преподавал в Институте народов Севера. В 1927 в соавторстве с В. Г. Богоразом составил на русском языке «Букварь для северных народностей». Переводил работы Льва Жукова, Кецая Кеккетына и других корякских писателей.

## Биография
Сергей Стебницкий родился 19 февраля 1906 года в Санкт-Петербурге в дворянской семье. В 1921 году окончил трудовую школу № 15 второй ступени и поступил на филологический факультет Петроградского государственного университета (позднее преобразованный в факультет общественных наук). Во время учёбы на факультете стал личным секретарем В. Г. Богораза. Параллельно преподавал математику в единой трудовой школе № 26 Смольнинского района Ленинграда. В 1923 году принимал участие в экспедиции в Валдайский уезд Новгородской губернии, занимался сбором частушек. В 1925 году окончил ЛГУ, получив диплом по специальности «Этнография и лингвистика (народности палеоазиатской группы»).
С 1925 по 1927 год работал ассистентом этнографического отделения географического факультета ЛГУ. Занимался изучением культуры и языков народов Северо-Востока России. В 1927 году в соавторстве с В. Г. Богоразом составил на русском языке «Букварь для северных народностей». Для лучшего усвоения материала книга была проиллюстрирована сценами из повседневной жизни северных народов: рыбалка, охота, олени и тому подобное. С сентября 1927 по сентябрь 1928 года году принимал участие в экспедиции на Камчатку. Работал завучем в корякских школах сёл Апука и Кичига. Параллельно изучал языки, фольклор и быт коренных народов.
После возвращения в Ленинград с 1928 по 1932 год работал ассистентом в Историко-лингвистическом институте. Одновременно преподавал корякский язык в Институте народов Севера. С 1930 года работал также в Педагогическом институте им. Герцена. Основываясь на корякском фольклоре написал ряд детских книг: «Эгги-охотник», «Летучий нинвит», «Непеуге-делегат», «Пурга», «Школа на тундре».
В октябре 1932 года снова отправился в командировку на Камчатку. Работал заместителем председателя Комитета нового алфавита при Корякском национальном округе и преподавателем корякского языка в окружной совпартшколе. Незадолго до этого в Ленинграде под руководством Стебницкого был издан букварь «Красная грамота» и ряд других книг на корякском языке. На Камчатке он занимался внедрением корякской письменности. Среди его учеников были первые корякские писатели Кецай Кеккетын, Иван Баранников и Лев Жуков.
В мае 1934 года вернулся в Ленинград. Получил звание доцента, продолжил работу в Институте народов Севера, в Педагогическом институте, в Институте истории, философии и лингвистики. В 1937 году также работал в Ленинградском отделении Центрального научно-исследовательского института языка и письменности народов СССР. В 1938 году защитил диссертацию и получил степень кандидата филологических наук. С 1939 года преподавал на кафедре этнографии филологического факультета ЛГУ.
Стебницкий написал ряд педагогических изданий на корякском языке: «Книга для чтения», учебник «Наша книга», «Букварь для корякских школ взрослых», «Учебник нымыланского (корякского) языка. Грамматика и правописание» и других. Он также является автором множества трудов по фольклору и этнографии коряков. Совместно с Н. Б. Шнакенбургом подготовил статью «Коряки» для книги «Народы Сибири». Готовил к изданию книгу «Материальная культура чукчей», очерк «Корякский исторический фольклор и зарождающаяся корякская литература» и исследование «Очерки этнографии коряков».
После начала Великой Отечественной войны ушёл на фронт. Погиб 2 ноября 1941 года. Похоронен у деревни Рысино Киришского района Ленинградской области.

## Основные работы
- Богораз-Тан В. Г., Стебницкий С. Н. Букварь для северных народностей. 1927. Москва. 127 с.
- Непеуге — делегат. М.; Л., 1930
- Летучий нинвит. М.; Л., 1930
- Эгги-охотник. М.; Л., 1930
- У коряков на Камчатке. М., 1930
- Пурга. М.; Л., 1931
- Школа на тундре. М.; Л., 1932
- Красная грамота. 1932
- Из истории падежных суффиксов в корякском и чукотском языках. Ленинград. 1941
- Нотаймэ. Л.Жуков. Перевод С. Н. Стебницкого. 1974.
- Очерки этнографии коряков. СПб. 2000